# Nikodémusz
A Nikodémusz egy görög férfinév latin alakjából ered, jelentése: a nép legyőzője vagy aki a néppel győz. Női párja: Nikodémia.

## Rokon nevek
- Nikodémus:[1] a Nikodémusz alakváltozata.

## Gyakorisága
Az 1990-es években a Nikodémusz és a Nikodémus szórványos név, a 2000-es években nem szerepelnek a 100 leggyakoribb férfinév között.

## Névnapok
- március 27.[2]
- augusztus 3.[2]
- december 25.[2]

## Híres Nikodémuszok és Nikodémusok
- Nikodémosz – farizeus, aki Jézust titokban keresi fel az evangéliumok tanúsága szerint